# Motong
Motong is een bestuurslaag in het regentschap Sumbawa van de provincie West-Nusa Tenggara, Indonesië. Motong telt 4619 inwoners (volkstelling 2010).